# Пастушенко, Пётр Никитович
Пётр Никитович (Никитич) Пастушенко (22 августа 1905, Азов, Область Войска Донского, Российская империя — апрель 1971) — советский партийный и государственный деятель, первый секретарь Ростовского областного комитета ВКП(б) (1950—1952).

## Биография
Родился в семье сапожника. После окончания начальной городской школы в 1916 г., сначала устроился по найму, работал пастухом. А в январе 1917 г. поступил в Азовскую типографию, где проработал наборщиком шесть лет.
Член РКП(б) с 1924 года. В 1953 г. окончил Курсы переподготовки при ЦК ВКП(б)-КПСС.
В 1920 г. был одним из организаторов комсомола в Азове и прилегающих сёлах. С 1922 по 1924 г. — обрезчик жмыха государственного маслозавода № 13. В 1924—1925 гг. — заведующий экономическим отделом и отделом по работе среди батрацкой молодёжи Азовского райкома ВЛКСМ, заведующий избы‑читальни в селе Кугей.
- 1925—1926 гг. — секретарь партийной ячейки ВКП(б) в селе Александровка Азовского района,
- 1926—1928 гг. — секретарь Азовского районного комитета ВЛКСМ,
- 1928—1929 гг. — секретарь Ставропольского окружного комитета ВЛКСМ,
- 1929—1932‑гг. — инструктор, а затем заведующий сектором культуры Азово-Черноморского краевого совета профсоюзов,
- 1932—1933‑гг. — председатель Азово-Черноморского краевого союза рыбников,
- 1933—1934‑гг. — заместитель начальника политического отдела МТС станицы Крымской Краснодарского края,
- 1934—1935 гг. — начальник политического отдела Кавалерской МТС Мечётинского района Азово-Черноморского края,
- 1935—1938 гг. — второй, затем первый секретарь Егорлыкского районного комитета ВКП(б) (Ростовская область),
- 1938—1941 гг. — директор совхоза № 21 Азовского района (Ростовская область).

В годы Великой Отечественной войны был комиссаром истребительного батальона народного ополчения Азова (1941).
- 1942‑1943 гг. — заместитель начальника политического сектора Ростовского областного земельного отдела. Руководил эвакуацией имущества МТС и совхозов вглубь страны,
- 1943—1945 гг. — второй секретарь Ростовского городского комитета ВКП(б),
- 1945—1948 гг. — второй секретарь Ростовского областного комитета ВКП(б),
- 1948—1950 гг. — председатель исполнительного комитета Ростовского областного Совета[2],
- 1950—1952 гг. — первый секретарь Ростовского областного комитета ВКП(б),
- 1953—1954 гг. — заведующий Новгородским областным отделом советской торговли,
- 1954—1956 гг. — заместитель председателя исполнительного комитета Новгородского областного Совета,
- 1956—1961 гг. — первый заместитель председателя исполнительного комитета Новгородского областного Совета.

Избирался депутатом Верховного Совета СССР 3-го созыва и депутатом Верховного Совета РСФСР 2-го созыва 
С 1961 года находился на пенсии. 
П. Н. Пастушенко делал доклад на Собрании областного партийного актива 4 января 1951 года на тему: О постановлении Совета министров Союза ССР «О строительстве Волго-Донского судоходного канала и орошении земель в Ростовской и Сталинградской областях» и задачах Областной партийной организации. (Ростов н/Д : Ростиздат, 1951).

## Награды и звания
Награжден орденом Трудового Красного Знамени и медалями «За оборону Кавказа», «За победу над Германией», «За доблестный труд в Великой Отечественной войне 1941–1945 гг.», «За восстановление Донбасса».